# Live desde el mas allá
Live desde el mas allá es el nombre del primer álbum en vivo del dúo Baby Rasta & Gringo. Fue lanzado el 7 de octubre de 1997 bajo los sellos The House Of Music y Sony Discos.
Se trató de un show realizado por los artistas. La portada del disco fue cortesía de parte de In The House Magazine. Por otra parte, el disco cuenta con las colaboraciones de artistas como Nieto & Faze, Bebe y Miguel Play[cita requerida]

## Lista de canciones
| N.º   | Título                                                | Duración |  |
| 1.    | «Intro (Live)»                                        | 6:17     |  |
| 2.    | «Soy el rey (Live)» (con Bebe)                        | 5:56     |  |
| 3.    | «Necesito una contestacion (Live)» (con Nieto & Faze) | 7:22     |  |
| 4.    | «Quieren tirarme (Live)»                              | 2:59     |  |
| 5.    | «Tengo una punto 40 (Live)»                           | 5:38     |  |
| 6.    | «Competir contra mi (Live)» (con Miguel Play)         | 6:16     |  |
| 7.    | «Voy a implantar (Live)» (con Nieto & Faze)           | 4:14     |  |
| 38:44 |                                                       |          |  |